# Jablonowka (Saratow)
Jablonowka (russisch Яблоновка, bis 1941 Lauwe, früher auch Laube, Schönfeld) ist ein Dorf in der Oblast Saratow (Russland), das im 18. Jahrhundert von Wolgadeutschen gegründet wurde.

## Geographie
Das Dorf liegt etwa 50 Kilometer Luftlinie südlich von Engels am linken, dort als „Wiesenseite“ bezeichneten Ufer der Wolga zwischen den Dörfern Priwolschskoje (bis 1941 Kukkus) und Oktjabrskoje (bis 1941 Popowkina, deutsch Jost).
Es gehört zur Landgemeinde Priwolschskoje selskoje posselenije des Rajons Rownoje.

## Geschichte
Lauwe wurde am 19. August 1767 von 169 lutherischen Einwanderern aus Deutschland gegründet, die dem Manifest zur Ansiedlung von Ausländern in Russland der russischen Zarin Katharina II. vom 22. Juli 1763 nach folgenden Versprechen gefolgt waren:
- Freier Transport und Geldpauschale, um sie auf der Reise zu unterstützen
- Freiheit sich dort niederzulassen, wo sie auch immer wollen
- Handelsfreiheit
- Steuerfreiheit für 30 Jahre
- Zinslose Darlehen für 10 Jahre
- Religionsfreiheit
- unbefristete Freiheit von der Wehrpflicht
- Recht zum freien Rückkehr in die Heimatländer, wann sie wollen, jedoch auf eigene Kosten.

Der Name Lauwe war vom Familiennamen des ersten Dorfältesten abgeleitet. Der ausgewiesene Grund für die Gemeinde Lauwe betrug 4455 Desjatinen. Die ersten 47 Familien kamen aus Bayern (Nürnberg), Baden, Hessen (Darmstadt, Neu-Isenburg), der Pfalz, dem Rheinland, Sachsen und Brandenburg.
Lauwe war eine von der zehn Kolonien, die von LeRoy und Pictet südlich von Saratow entlang der Flüsse Wolga und Terlyk auf der Wiesenseite (östliche Seite) der Wolga gegründet wurden.
1774 wurde Lauwe durch die Rebellen des Bauernaufstands unter Führung von Jemeljan Pugatschow geplündert.
Zwischen 1902 und 1914 wanderte ein Teil der Lauwe-Siedler nach Süd- und Nordamerika aus, nachdem der Sonderstatus der deutschen Kolonisten durch die Russifizierungsmaßnahmen infolge des „Angleichungsgesetzes“ des russischen Zaren Alexander II. aufgehoben wurde und ein Teil der zum Wehrdienst einberufener männlichen Siedler im Russisch-Osmanischen Krieg (1877–1878) gefallen war.
Mit der Deportation der wolgadeutschen Siedler am 16. September 1941 (Geschichte der Russlanddeutschen), nach dem Überfall des Deutschen Reiches auf die Sowjetunion, erfolgte die Umbenennung in Jablonowka (etwa ‚Dorf der Apfelbäume‘, nach einer nahe gelegenen Schlucht mit verwilderten Apfelbäumen). Die aus Massivholz errichteten Häuser der Wolgadeutschen wurden abgerissen und als Brennholz verwendet.
Die nach der Kriegszeit von Lauwe-Siedler erhofften Wiederherstellung der autonomen Republik der Wolgadeutschen und Rückkehr aus Kasachstan nach Lauwe wurden durch die politischen Aktion des damaligen russischen Präsidenten Boris Nikolajewitsch Jelzin am 21. Februar 1992 im Gebiet Saratow endgültig abgesagt.
Heute ist das Dorf vorwiegend von Russen bewohnt.

## Bevölkerungsentwicklung
Die folgende Übersicht zeigt die Entwicklung der Einwohnerzahlen von Lauwe bis 1931.
| Jahr | Einwohner | davon Deutsche |
| ---- | --------- | -------------- |
| 1767 | 169       |                |
| 1773 | 150       |                |
| 1788 | 165       |                |
| 1798 | 244       |                |
| 1816 | 540       |                |
| 1834 | 600       |                |
| 1850 | 927       |                |
| 1859 | 1103      |                |
| 1889 | 1548      |                |
| 1897 | 1695      | 1654           |
| 1904 | 2412      |                |
| 1910 | 2588      |                |
| 1926 | 1639      | 1607           |
| 1931 | 1850      | 1818           |